# Yutu 2
Yutu 2 (du chinois : 玉兔 2 ; pinyin : Yùtù 2 ; litt. « Lapin de jade 2 ») est un rover lunaire automatique faisant partie de la mission chinoise Chang'e 4 sur la Lune. Il a été lancé le 7 décembre 2018 avec son alunisseur — le satellite relais Queqiao ayant été lancé lui le 20 mai 2018 —, et a atteint la surface de la Lune le 3 janvier 2019.
Cette mission est le premier alunissage en douceur sur la face cachée de la Lune.
Comme lors de la mission précédente, Chang'e 3, le nom "Yutu" donné à l'astromobile est une référence à la tradition folklorique et mythologique du lapin de jade, un compagnon de Chang'e sur la Lune.
Conçu pour fonctionner pendant trois mois seulement, le rover est toujours actif en juillet 2022, soit plus trois ans après avoir effectué ses premiers tours de roues, ce qui constitue un record de longévité sur la Lune. En février 2021, la distance parcourue ne dépasse pas 700 mètres tandis que l'éloignement de l'alunisseur est de 450 mètres environ.  En juillet 2022, la distance parcourue est  1.239,88  mètres .
L'agence spatiale chinoise communique très peu d'images et d'informations sur son activité et ses déplacements.

## Déroulement de la mission

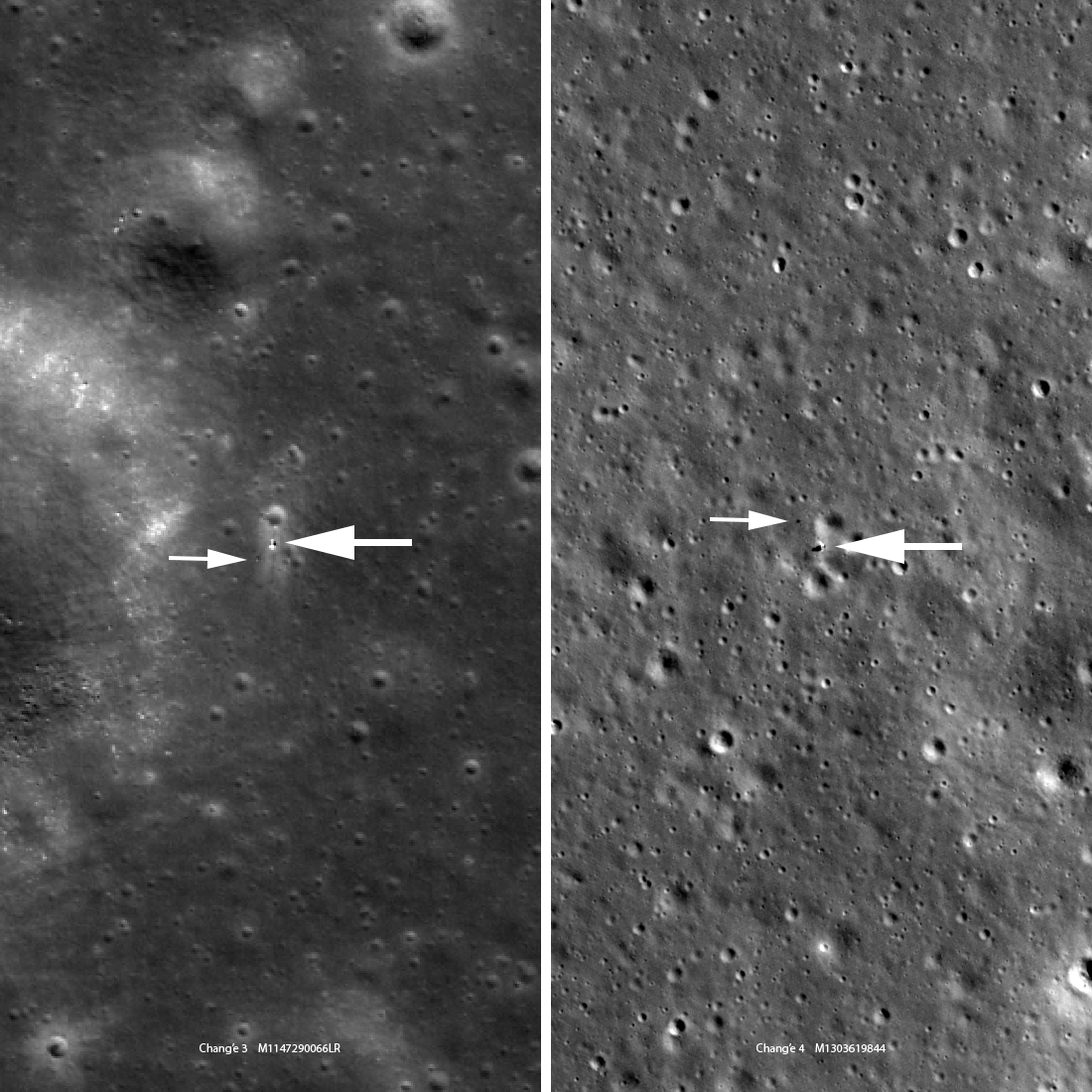
Sur ces clichés pris par la sonde LRO, on aperçoit Chang'e 4. Sur celui de droite, la flèche à gauche indique où se trouve Yutu.

### Matière étrange
Début septembre 2019, Yutu 2 découvre une "matière étrange" dans un cratère pendant son huitième jour lunaire. Cette chose brillante serait très probablement de l'impactite . Les médias chinois affirment qu'il s'agirait d'une substance unique d'origine inconnue, de type gel. Les seuls détails que la Chine a dévoilés jusqu'en septembre 2019, c'est que le matériau est semblable à un « gel » et qu'il présente une « couleur inhabituelle ». Aucune mission lunaire n'a jamais rencontré de matériau vitreux ou gélifié jusqu'à présent.

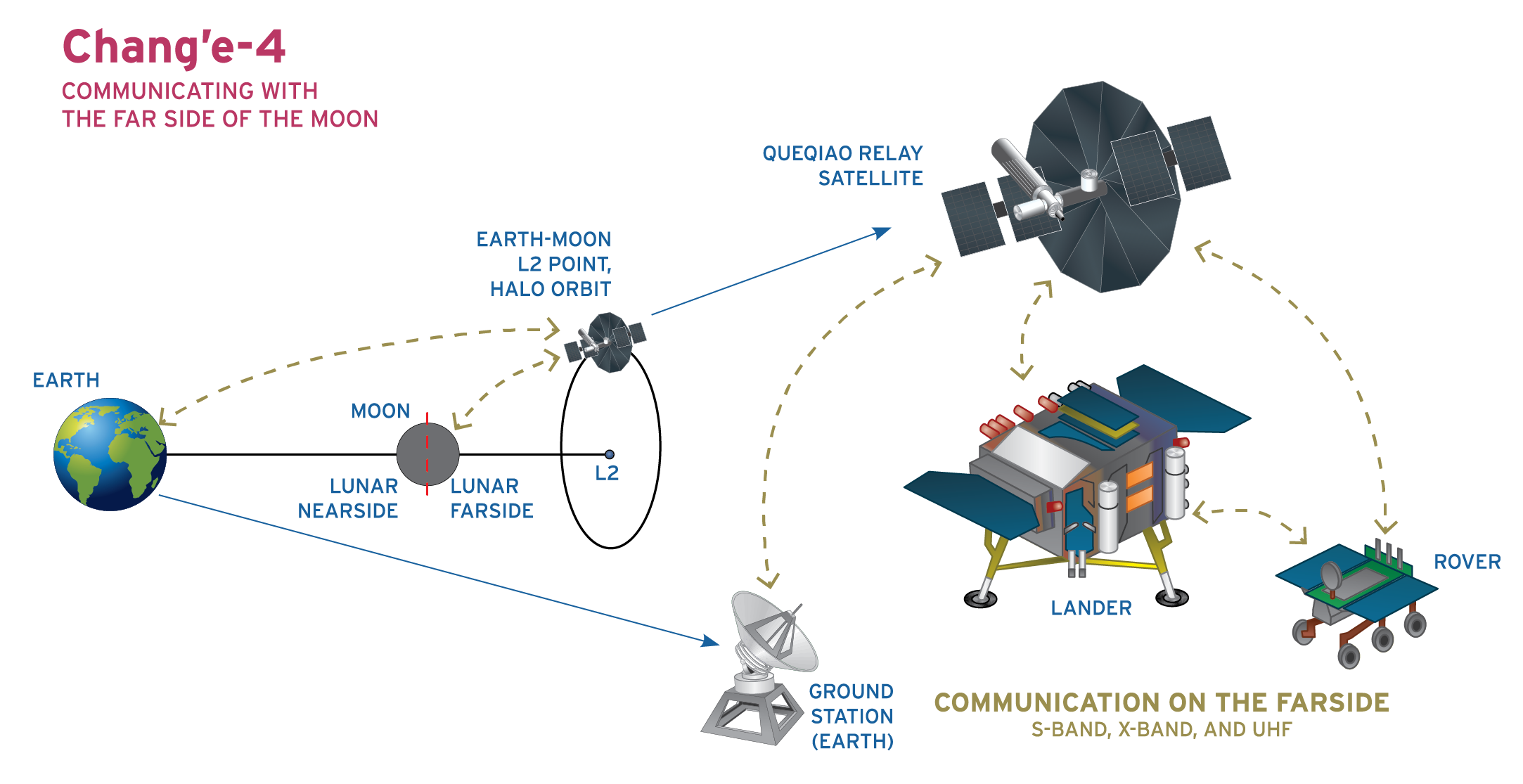
Schéma expliquant la communication mise en place pour la mission Chang'e 4.

Dans une mise à jour, les scientifiques chinois donnent plus de détails à propos de leurs efforts dans le cratère pour étudier la substance étrange. Lors du premier passage à proximité du cratère, le rover n'a pas pu élucider la nature de la substance inhabituelle, car le cratère de deux mètres de large était dans l'ombre. En deuxième approche, Yutu-2 s'est approché du cratère pour donner aux scientifiques la meilleure chance de faire une détection avec le spectromètre de bord. Une partie du matériel a été détectée, mais les scientifiques du programme lunaire chinois n'ont pas encore révélé ce qu'ils ont trouvé exactement.
En 2020, les scientifiques chinois affirment qu'il s'agit d'une brèche produite lors de l'impact d'une météorite.

### Photo du périple
En février 2022 (40e jour lunaire), Yutu 2 transmet une photo de son périple de 1029 mètres.

## Tableau récapitulatif des déplacements

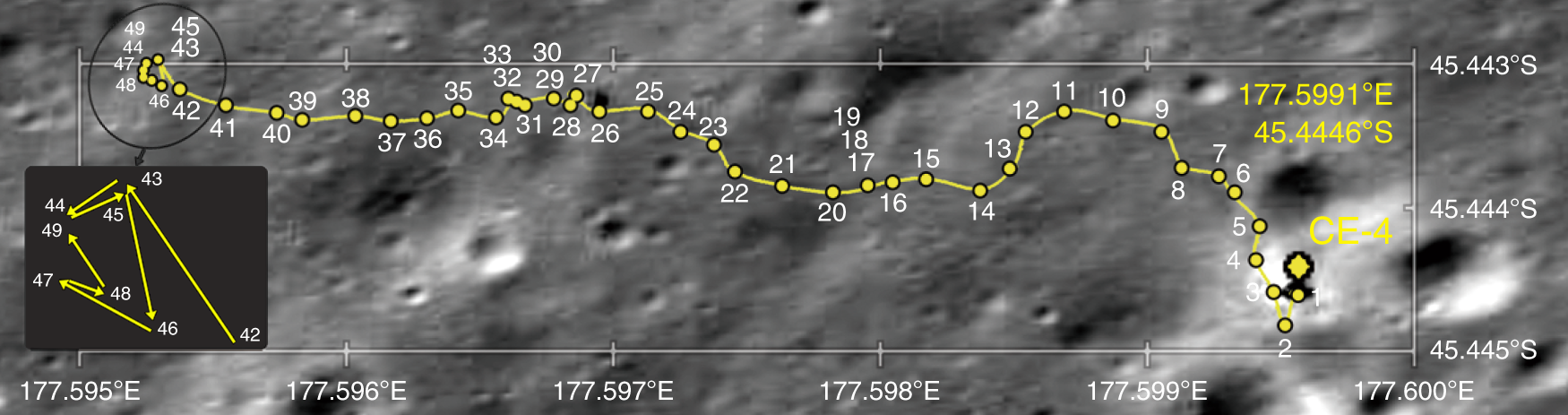
Chemin parcouru en juillet 2020

| Journée | Début             | Fin               | Distance parcourue |
| ------- | ----------------- | ----------------- | ------------------ |
| 1       | 3 janvier 2019    | 11 janvier 2019   | /                  |
| 2       | 29 janvier 2019   | 11 février 2019   | 120m               |
| 3       | 28 février 2019   | 13 mars 2019      | 163 m              |
| 4       | 29 mars 2019      | avril 2019        | 178,9 m            |
| 5       | 28 avril 2019     | 11 mai 2019       | 190.66 m           |
| 6       | 28 mai 2019       | 9 juin 2019       | 212.99 m           |
| 7       | 26 juin 2019      | 9 juillet 2019    | ?                  |
| 8       | 26 juillet 2019   | 7 août 2019       | 271 m              |
| 9       | 24 août 2019      | 6 septembre 2019  | 284.66 m           |
| 10      | 22 septembre 2019 | 5 octobre 2019    | 289.77 m           |
| 11      | 22 octobre 2019   | 4 novembre 2019   | 318.62 m           |
| 12      | 21 novembre 2019  | 3 décembre 2019   | 345.06 m           |
| 13      | 20 décembre 2019  | 2 janvier 2020    | 357.70 m           |
| 14      | 19 janvier 2020   | 1er février 2020  | 367,25 m           |
| 15      | 17 février 2020   | 1er mars 2020     | 399,79 m           |
| 16      | 18 mars 2020      | 31 mars 2020      | 424,45 m           |
| 17      | 16 avril 2020     | 29 avril 2020     | 447,68 m           |
| 18      | 16 mai 2020       | 29 mai 2020       | 447,68 m           |
| 19      | 15 juin 2020      | 27 juin 2020      | 463,28 m           |
| 20      | 14 juillet 2020   | 27 juillet 2020   | 490,9 m            |
| 21      | 12 août 2020      | 25 août 2020      | 519,29 m           |
| 22      | 11 septembre 2020 | 23 septembre 2020 | 547,17m            |
| 23      | 10 octobre 2020   | 23 octobre 2020   | 565,9 m            |
| 24      | 9 novembre 2020   | 22 novembre 2020  | 586,9 m            |
| 25      | décembre 2020     | 21 décembre 2020  | 600,55 m           |
| 26      | 7 janvier 2021    | 20 janvier 2021   | 628,47 m           |
| 27      | 6 février 2021    | 19 février 2021   | 652,62 m           |
| 28      | 8 mars 2021       | 21 mars 2021      | 682,77 m           |